# Colonia Ejidal Rafael Merino
Colonia Ejidal Rafael Merino är en ort i Mexiko.   Den ligger i kommunen Ayala och delstaten Morelos, i den sydöstra delen av landet, 80 km söder om huvudstaden Mexico City. Colonia Ejidal Rafael Merino ligger 1 176 meter över havet och antalet invånare är 521.
Terrängen runt Colonia Ejidal Rafael Merino är varierad. Runt Colonia Ejidal Rafael Merino är det ganska tätbefolkat, med 239 invånare per kvadratkilometer. Närmaste större samhälle är Cuautla Morelos, 9,1 km nordost om Colonia Ejidal Rafael Merino. Omgivningarna runt Colonia Ejidal Rafael Merino är en mosaik av jordbruksmark och naturlig växtlighet.